# OTI 1985
Il quattordicesimo Festival della canzone iberoamericana si tenne a Siviglia, in Spagna il 21 settembre 1985 e fu vinto da Eugenia León che rappresentava il Messico.

## Classifica
| Paese                                         | Artista              | Canzone                            | Posizione |
| Messico                                       | Eugenia León         | El fandango aquí                   | 1         |
| Argentina                                     | Marcelo Alejandro    | Y tu, prohibida                    | 2         |
| Ecuador                                       | Jesús Fichamba       | La Pinta, la Niña y la Santa María | 2         |
| Cile                                          | Juan Carlos Duque    | Para poder vivir                   | 3         |
| Costa Rica                                    | Edgar Eduardo Vega   | Dama y Caballero                   | 4         |
| Uruguay                                       | Nelson Candia        | Siempre mas                        |           |
| Venezuela                                     | Doris                | El primer vuelo                    |           |
| Stati Uniti                                   | Frank y Zobeida      | El canto de mi raza                |           |
| Porto Rico                                    | Juan Manuel Lebrón   | Represento                         |           |
| Honduras                                      | Tú y yo              | Una historia tantas veces contada  |           |
| Colombia                                      | Grupo Café           | Mi Señora campesina                |           |
| El Salvador                                   | Oscar Alejandro      | El vendedor de canciones           |           |
| Paraguay                                      | Lissa Bogado         | A veces quiero ser                 |           |
| Rep. Dominicana                               | Gina D'Alessandro    | Con las alas rotas                 |           |
| Perù                                          | Luis Alonso          | Señora de nadie                    |           |
| Nicaragua                                     | María Eugenia Urroz  | Carta de amor para este tiempo     |           |
| Panama                                        | Rafael de las Heras  | Con las manos atadas               |           |
| Guatemala                                     | Gloria Marina        | Escenario                          |           |
| Portogallo                                    | Jorge Fernando       | Un año despues                     |           |
| Spagna                                        | Caco Senante         | Esa forma de querer                |           |
| Antille Olandesi                              | Melania Van der Veen | Adios mi amor                      |           |
| Luogo: Teatro Lope de Vega - Siviglia, Spagna |                      |                                    |           |